# Jean-Augustin Franquelin
Pour les articles homonymes, voir Franquelin (homonymie).
Jean-Augustin Franquelin (ou Jean-Auguste) est un peintre français né le 1er septembre 1798 à Paris et mort le 4 janvier 1839 dans la même ville.

## Biographie
Jean-Augustin Franquelin a étudié à l'École des Beaux-Arts de Paris en 1812 en tant qu'élève de Jean-Baptiste Regnault. Il a exposé au Salon de Paris de 1819 à 1839 et, en 1827, a été récompensé par une médaille d'argent.

## Œuvres
- Bourg-en-Bresse, musée de Brou, Jeune femme devant son miroir.
- Coulonvillers, (Somme), église Saint-Gervais, Christ aux liens[2].
- Les Pêcheries, musée de Fécamp, Portrait de jeune fille au voile bleu, 1821.
- Paris, musée du Louvre, Ossian unit Oïna-Morul et Thormod.
- Paris, musée du Louvre, La Réponse à la lettre, 1827.
- Paris, ministère de la Défense,  Contrôle général des armées, La Prise de Brisach, déposé en 1976 par le musée national du château de Versailles[3].
- Musée de Grenoble, La jeune mère 1834

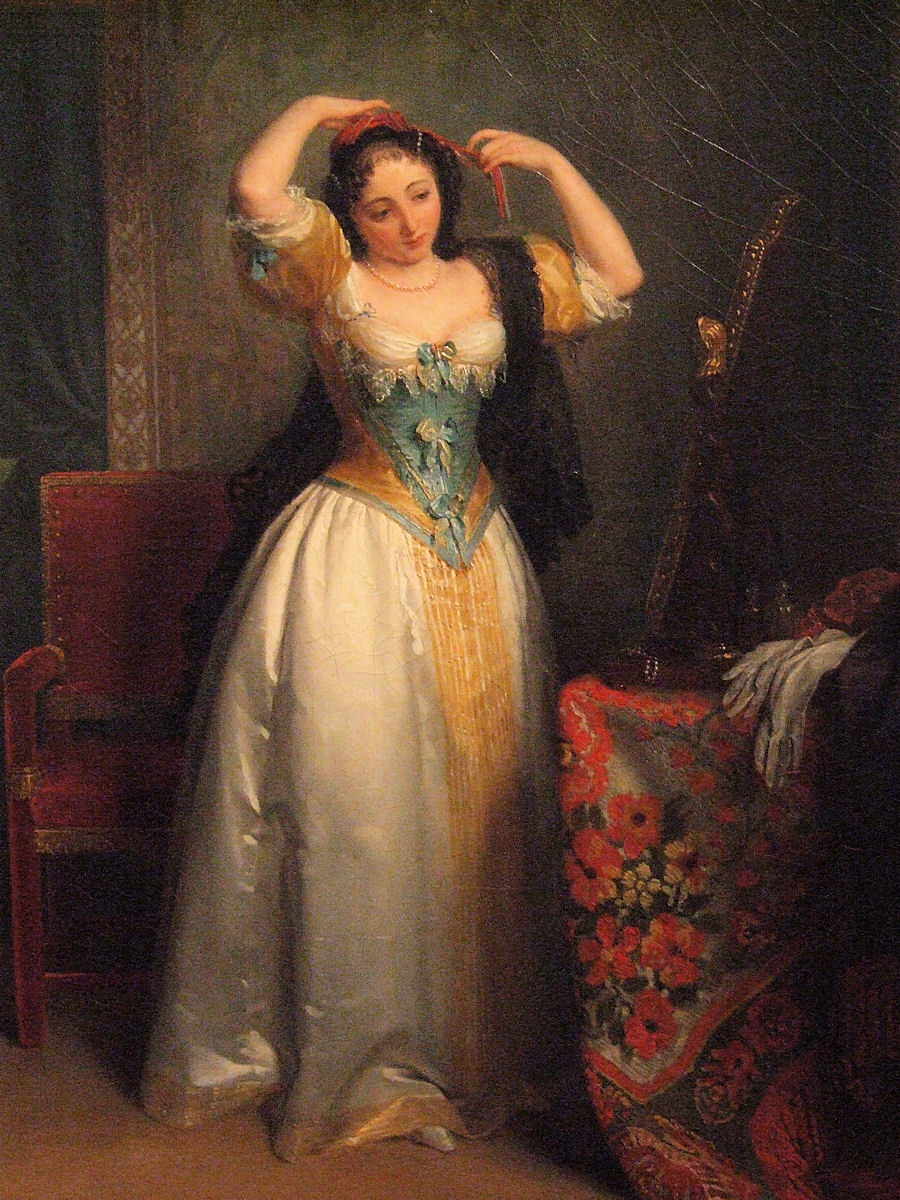
Jeune femme devant son miroir.
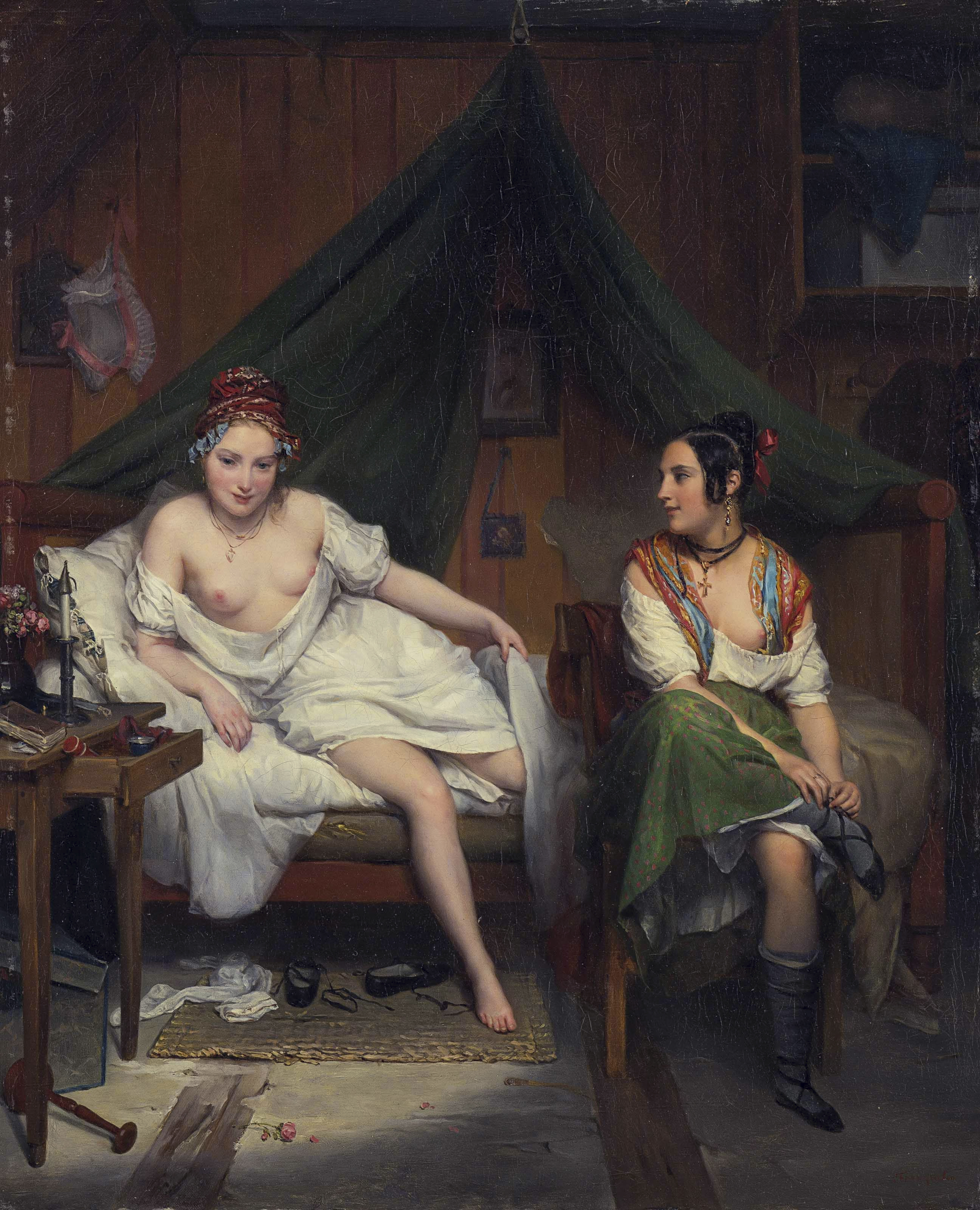
Les Deux amies
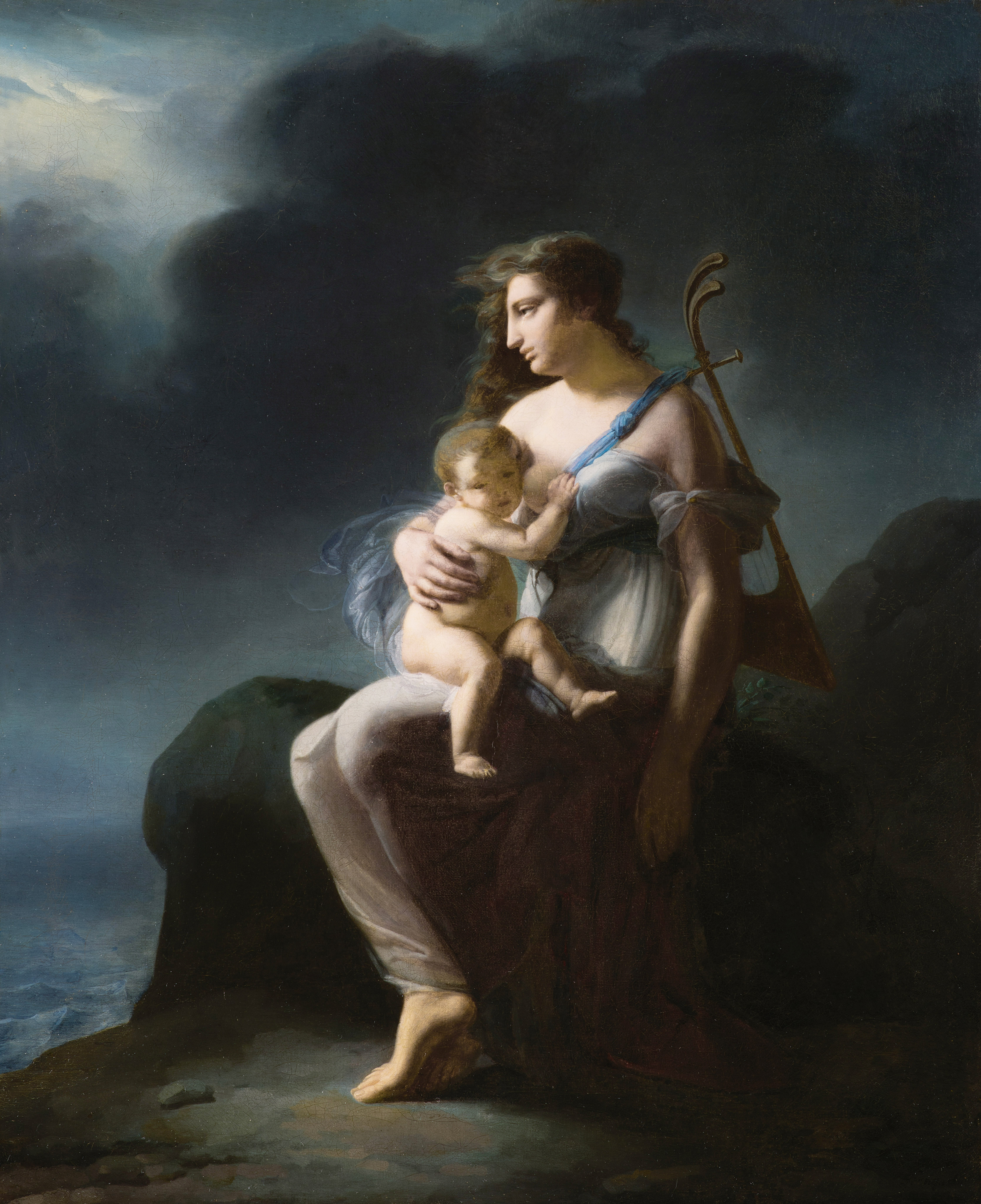
Evirchoma, salon de 1824

## Divers
Les Postes togolaises émirent un timbre reproduisant une œuvre de Franquelin : La Lettre.